# ایستگاه راه‌آهن لستر
ایستگاه راه‌آهن لستر (انگلیسی: Leicester railway station) یک ایستگاه راه‌آهن در لستر، انگلستان است.
این ایستگاه که در سال ۱۸۴۰ تأسیس شده جزئی از خط اصلی میدلند است.

## نگارخانه

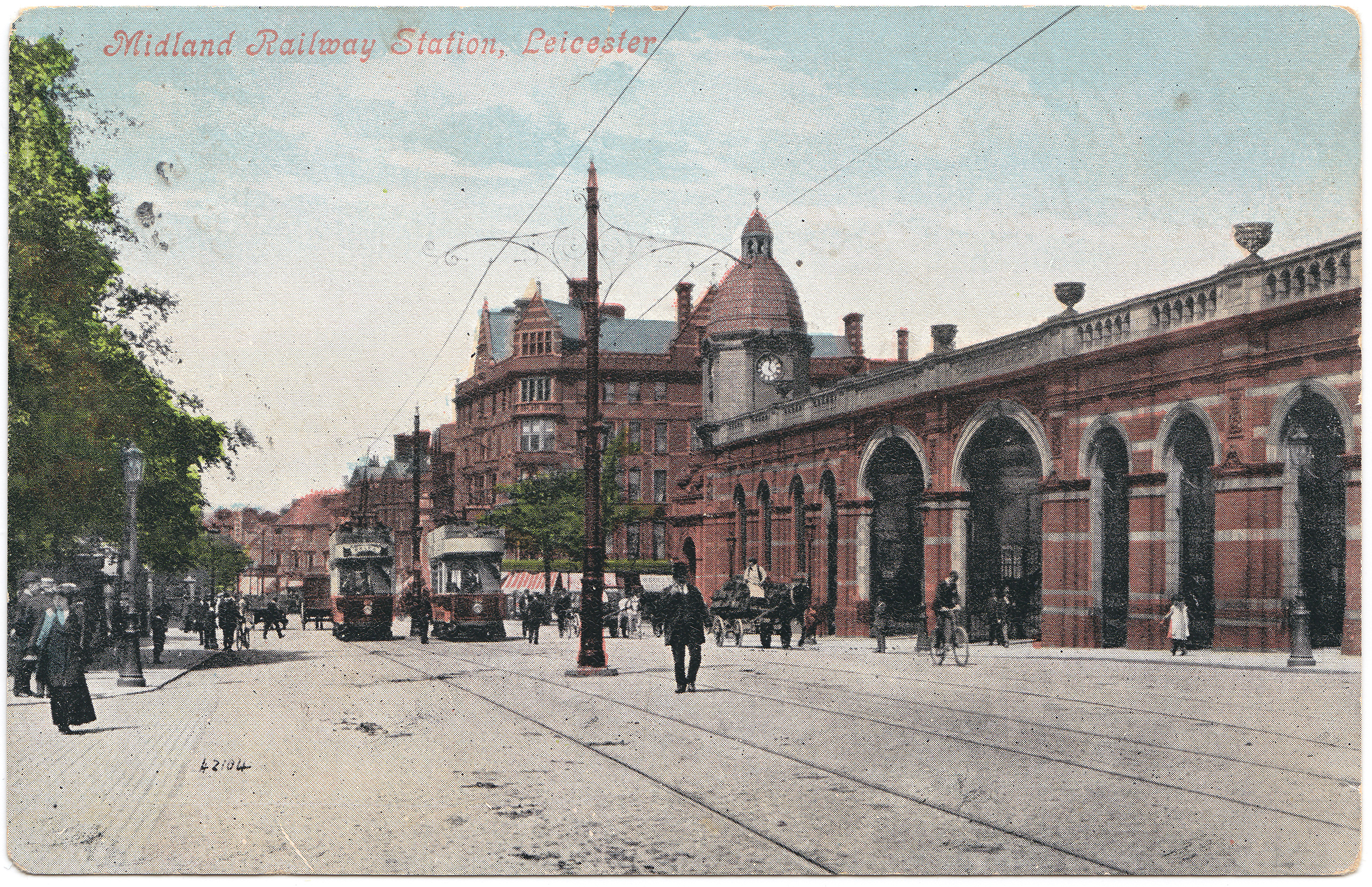
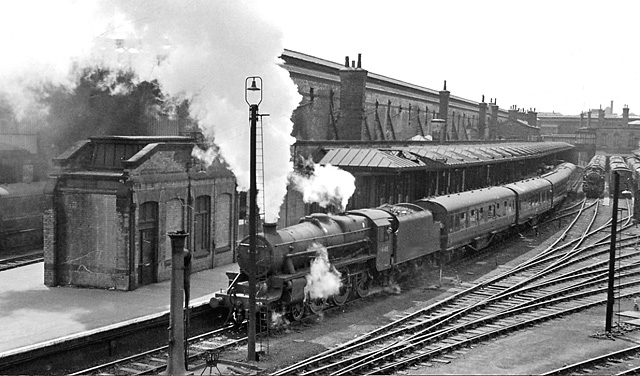
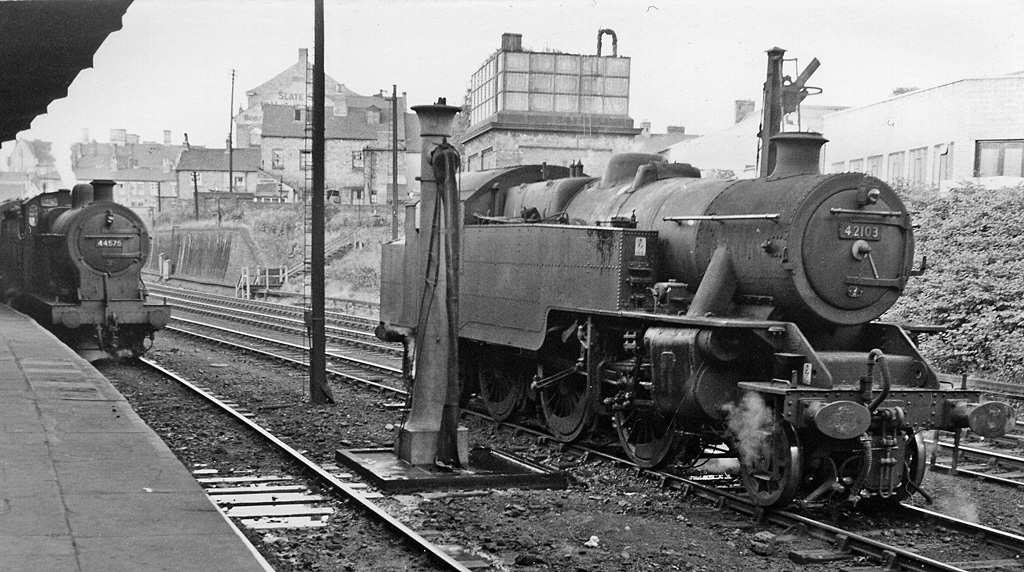
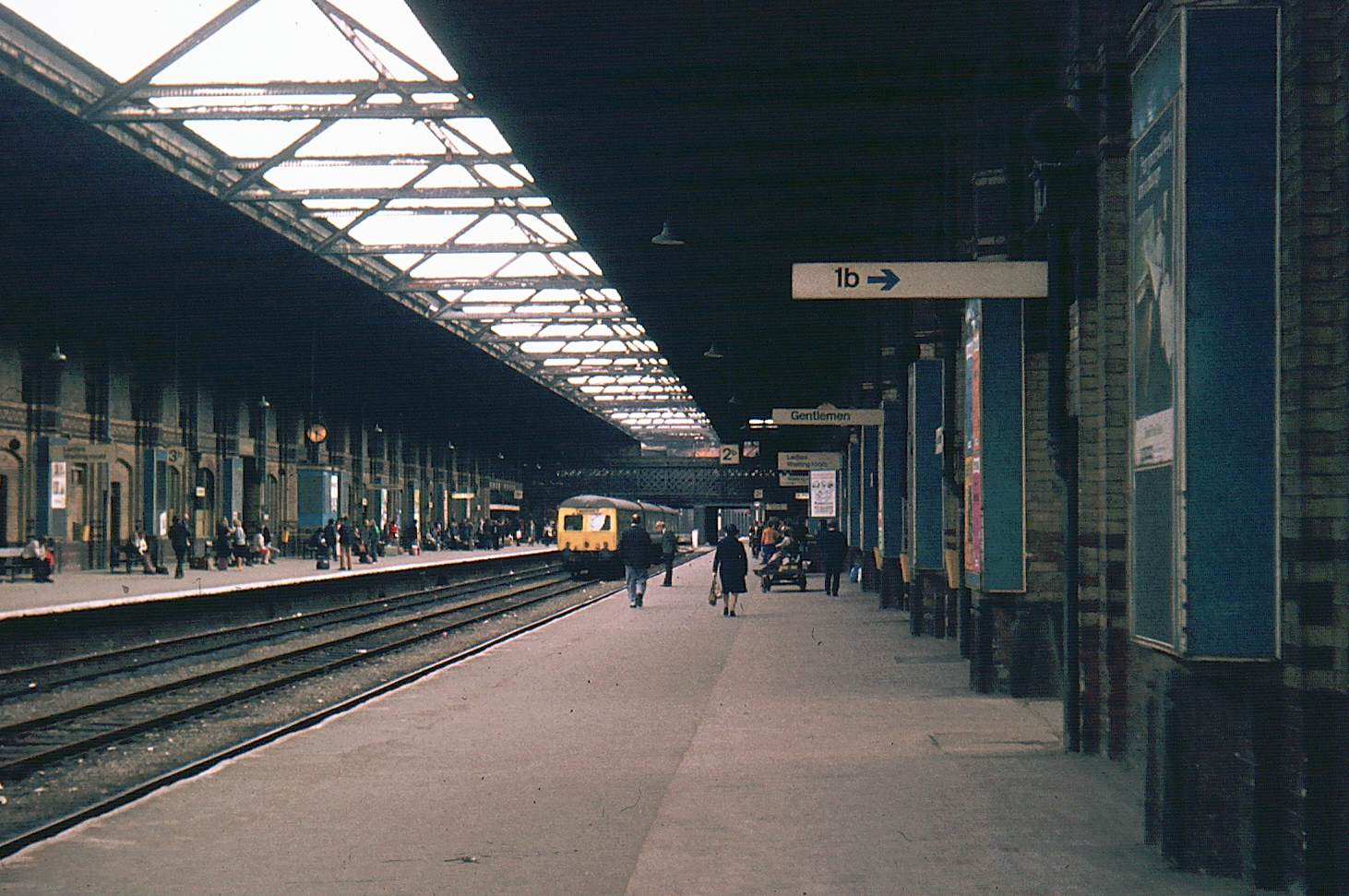
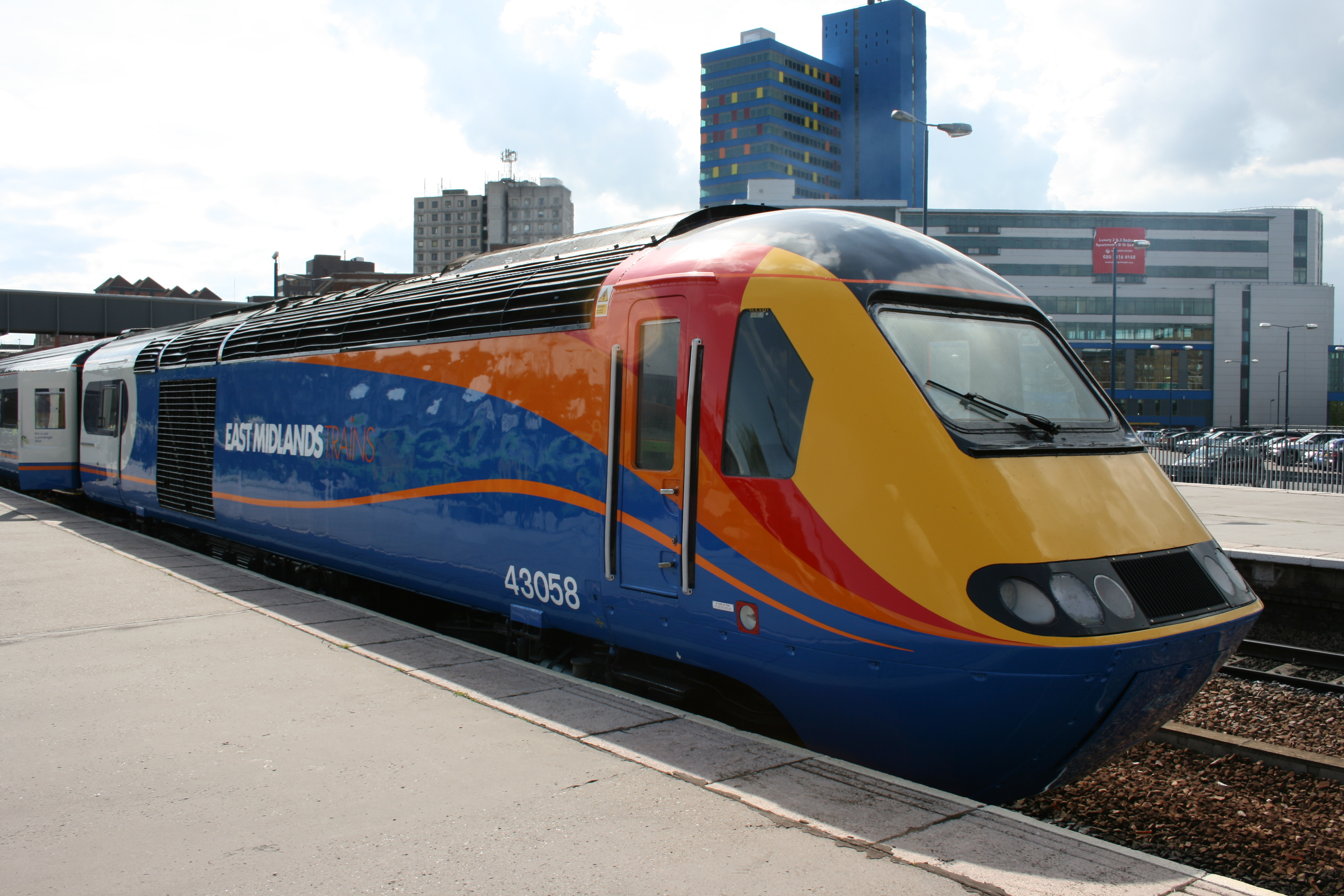